# Valganciclovir
Valganciclovir è una molecola ad attività antivirale. La molecola è un profarmaco di ganciclovir, ed è utilizzata per trattare o prevenire le infezioni da citomegalovirus con il blocco della sua replicazione mediante l'inibizione della sintesi del DNA virale. In Italia il farmaco è venduto dalla società farmaceutica Roche con il nome commerciale di Valcyte nella forma farmacologica di polvere per soluzione orale (una volta ricostituita la soluzione contiene 50 mg di valganciclovir per ogni ml).

## Farmacodinamica
Valganciclovir è un profarmaco che nell'organismo si trasforma in ganciclovir, un analogo sintetico della 2'-deossiguanosina, dotato della proprietà di inibizione, sia in vivo che in vitro, della replicazione degli herpes virus. Nella cellula infettata dal virus ganciclovir, dopo l'intervento di diverse chinasi cellulari, viene trasformato in ganciclovir trifosfato ed inibisce la sintesi del DNA virale. Ciò avviene sia per inibizione competitiva dell'incorporazione di deossiguanina trifosfato, tramite l'enzima DNA-polimerasi, sia per incorporazione come trifosfato nel DNA del virus: in questo modo l'allungamento del DNA del virus viene bloccato o circoscritto.

## Farmacocinetica
Dopo somministrazione per os valganciclovir è facilmente assorbito dal tratto gastrointestinale.  La biodisponibilità della molecola è approssimativamente del 60%. La concentrazione plasmatica massima (Cmax) viene raggiunta dopo circa 1-3 ore (Tmax) dall'assunzione. Quando viene assunto con un pasto l'AUC incrementa del 30% e la Cmax di circa il 14%. Se ne consiglia perciò l'assunzione con il cibo.
Nell'organismo umano valganciclovir è rapidamente metabolizzato a ganciclovir nelle cellule della parete intestinale e nella ghiandola epatica. Il legame di ganciclovir con le proteine plasmatiche è approssimativamente compreso tra l'1% ed il 2%.
Il farmaco viene eliminato prevalentemente attraverso l'emuntorio renale. Nei soggetti con insufficienza renale moderata (clearance della creatinina 30-50 ml/min) o grave (clearance della creatinina <30 ml/min) può essere necessario procedere ad una adeguata riduzione del dosaggio. L'emivita è approssimativamente di 4 ore.

## Usi clinici
Il farmaco è indicato nel trattamento della retinite da citomegalovirus (CMV) in soggetti adulti affetti da sindrome da immunodeficienza acquisita (AIDS), e nella prevenzione della malattia da CMV in soggetti sottoposti a trapianto di rene, cuore e rene-pancreas, ad alto rischio (donatore CMV sieropositivo/ricevente CMV sieronegativo [D+/R-]).
Può infine essere utilizzato nella prevenzione della malattia da CMV nei pazienti pediatrici con trapianto cardiaco o di rene, ad alto rischio.

## Effetti collaterali ed indesiderati
Gli effetti avversi indotti da valganciclovir sono strettamente correlati con quelli di ganciclovir.
Gli effetti collaterali più comuni nei pazienti trattati con le compresse di valganciclovir sono: diarrea, febbre, nausea e vomito, dolore addominale, tremore, neutropenia, anemia, trombocitopenia.
Sono anche stati riportati leucopenia, pancitopenia, depressione dell'attività del midollo osseo, anemia aplastica e sanguinamento associato a trombocitopenia potenzialmente in grado di mettere e repentaglio la vita.

## Controindicazioni
Il farmaco è controindicato nei soggetti con ipersensibilità nota al principio attivo, a ganciclovir oppure ad uno qualsiasi degli eccipienti utilizzati nella forma farmaceutica. Aciclovir e valaciclovir, strutturalmente e chimicamente simili alla molecola, possono dare una reazione di ipersensibilità crociata con valganciclovir. Il farmaco è pertanto controindicato anche in soggetti con ipersensibilità nota a questi due antivirali.

## Interazioni
- Didanosina: la co-somministrazione può determinare un aumento dei livelli plasmatici di didanosina. Nel contempo la didanosina può ridurre i livelli plasmatici di ganciclovir.
- Probenecid: la contemporanea assunzione può ridurre la clearance renale del ganciclovir renal e pertanto aumentarne i livelli sierici.
- Trimetoprim: la terapia di associazione può ridurre la clearance renale di ganciclovir mentre la sua emivita ne risulta prolungata.
- Zidovudina: sia ganciclovir che zidovudina possono causare anemia e neutropenia.
- Farmaci nefrotossici: la co-somministrazione può comportare un aumento del rischio di insufficienza renale